# Cantón de Tarascon
El cantón de Tarascon era una división administrativa francesa, que estaba situada en el departamento de Bocas del Ródano y la región de Provenza-Alpes-Costa Azul.

## Composición
El cantón estaba formado por cinco comunas:
- Boulbon
- Mas-Blanc-des-Alpilles
- Saint-Étienne-du-Grès
- Saint-Pierre-de-Mézoargues
- Tarascon

## Supresión del cantón de Tarascon
En aplicación del Decreto n.º 2014-271 de 27 de febrero de 2014, el cantón de Tarascon fue suprimido el 22 de marzo de 2015 y sus 5 comunas pasaron a formar parte; tres del nuevo cantón de Châteaurenard y dos del nuevo cantón de Salon-de-Provence-1.